# Dirk al VII-lea de Olanda
Dirk al VII-lea (d. 4 noiembrie 1203, Dordrecht) a fost conte de Olanda de la 1190 până la moarte.
Dirk a fost fiul cel mare al contelui Floris al III-lea de Olanda cu Ada de Huntingdon.
În condițiile unui război intern din Sfântul Imperiu Roman, împăratul era în căutare de aliați. Henric al VI-lea de Hohenstaufen i-a acordat sprijin lui Dirk prin acordarea dreptului de colectare a impozitelor asupra negustorilor flamanzi din Geervliet. De asemenea, Henric a acordat Olandei și Grote Waard (Dordrecht și împrejurimile) pe speza episcopului de Utrecht. Dirk a făcut ca Olanda să nu poată fi moștenită de către femei. El a deținut pentru o vreme autoritatea princiară asupra episcopatului de Utrecht, în 1196. Acest lucru a condus la un război cu contele Otto I de Gelderland. Otto a fost înfrânt în bătălia de la Grebbeberg. Un nou episcop a fost ales în 1197, care a reprimit autoritatea princiară. Dat fiind că, între timp, dinastia Hohenstaufen a pierdut războiul civil din Germania, Dirk a trecut în tabăra învingătorilor, supunându-se familiei Welf.
Frizonii din Oostergo și Westergo au acordat sprijin fratelui lui Dirk, Willem, care a invadat Olanda, el fiind sprijinit și de către cei din Frizia apuseană.
Dirk a recurs la o alianță cu fostul inamic, contele Otto de Geldern în 1202, amândoi atacând Brabantul. În calitate de duce de Lotharingia, conducătorul Brabantului a emis pretenții asupra Olandei, Utrechtului și Gelderlandului. 's-Hertogenbosch și Geertruidenberg au fost jefuite pe parcursul acestui conflict. Ducele Henric I de Brabant l-a luat prizonier pe Dirk, închizându-l la Heusden. Dirk a fost astfel constrâns să plătească scump răscumpărarea. Astfel, el a fost nevoit să îl accepte pe ducele de Brabant ca senior al său pentru Olanda de sud, iar pe episcopul de Utrecht pentru nordul Olandei.
În 1203, Olanda va fi moștenită de către fiica sa, Ada.

## Familie și urmași

Blazonul conților de Olanda.

Dirk s-a căsătorit în 1186 cu Adelaida de Cleves, fiică a contelui Arnold I de Cleves cu Ida de Louvain. Ei au avut două fiice:
1. Aleida (d. cca. 1203).
2. Ada (n. cca. 1188–d. 1227), căsătorită în 1203 cu contele Ludovic al II-lea de Loon; Ada și Ludovic vor moșteni comitatul de Olanda.